# Kind woman (Richie Furay)
Kind woman is een lied dat werd geschreven door Richie Furay. Het werd in 1968 voor het eerst uitgebracht door Buffalo Springfield. Furay zong het toen zelf op hun laatste album Last time around en daarnaast stond het op de B-kant van de single Special care. Hierna verschenen nog andere versies en werd het door andere artiesten gecoverd.

## Tekst en muziek
Het is de afsluiter van Buffalo Springfields laatste album en geeft alvast de richting aan van het werk dat Furray in zijn volgende band Poco liet horen. In deze periode maakte hij de overstap van rock-'n-roll naar countrymuziek. Het stond ook op het eerste album van Poco, hoewel die versie dichter tegen de soul en gospelmuziek aanligt.
Er is een duidelijke invloed herkenbaar vanuit de klassieke country & western en van bekende artiesten uit die periode zoals George Jones en Floyd Cramer. Die invloeden klinken bijvoorbeeld door in het gebruik van de akkoorden, de woordkeuze en de emotioneel diep geankerde opvattingen over geloof, hoop en toewijding. Het lied is een ode aan zijn vrouw die ook op zijn album afgedrukt staat en bij wie hij zijn levenlang is gebleven.

## Uitvoeringen en covers
Er verschenen verschillende covers, waaronder door Percy Sledge die er in 1969 een bescheiden hit mee had op nummer 116-notering in de Amerikaanse poplijst van het muziekmagazine Billboard. Verder bracht Eugene Wallace het in 1975 nog op een single uit.
Toen Furay en onder meer bandgenoot Jim Messina Poco formeerde, kwam het terug op het album Deliverin' (1970). Messina bracht het enkele decennia later ook uit op zijn album Watching the river run (1996) en met Kenny Loggins als Loggins & Messina op de dvd Live: Sittin' in again at Santa Barbara Bowl (2005). Vervolgens kwam het terug op eigen albums van Furay, zoals op The heartbeat of love (2006) en Alive (2008); op het laatste als The Richie Furay Band.
Verder veschenen er versies op albums van verschillende artiesten, zoals van The Voices Of East Harlem (Brothers & sisters, 1972), Chris Smither (Train home, 2003) en Katy Moffatt (Playin' fool: live In Holland, 2006).